# Moustier-en-Fagne
 Moustier-en-Fagne  es una población y comuna francesa, en la región de Norte-Paso de Calais, departamento de Norte, en el distrito de Avesnes-sur-Helpe y cantón de Trélon.

## Demografía
| 87 | 72 | 70 | 72 | 67 | 72 |
| Para los censos de 1962 a 1999 la población legal corresponde a la población sin duplicidades (Fuente: INSEE [Consultar]) |    |    |    |    |    |